# Сухань (Польща)
Сухань (пол. Suchań, нім. Zachan) — місто в північно-західній Польщі. 
На 31 березня 2014 року, в місті було 1 454 жителів. 

## Демографія
Демографічна структура станом на 31 березня 2011 року:
|          | Загалом | Допрацездатний вік | Працездатний вік | Постпрацездатний вік |
| -------- | ------- | ------------------ | ---------------- | -------------------- |
| Чоловіки | 732     | 132                | 533              | 67                   |
| Жінки    | 764     | 126                | 481              | 157                  |
| Разом    | 1496    | 258                | 1014             | 224                  |